# The Price of Existence
The Price of Existence är det andra studioalbumet av det amerikanska deathcore-bandet All Shall Perish, utgivet 2006 av skivbolaget Nuclear Blast.

## Låtlista
1. "Eradication" – 3:56
2. "Wage Slaves" – 3:44
3. "The Day of Justice" – 3:33
4. "There Is No Business to Be Done On A Dead Planet" –  3:03
5. "Better Living Through Catastrophe" – 5:00
6. "Prisoner of War" – 4:44
7. "Greyson" – 2:14
8. "We Hold These Truths..." – 3:44
9. "The True Beast" – 3:37
10. "Promises" – 3:04
11. "The Last Relapse" – 6:41

- Text och musik: All Shall Perish

## Medverkande
Musiker (All Shall Perish-medlemmar)
- Hernan Hermida – sång
- Beniko Orum – rytmgitarr
- Chris Storey – sologitarr
- Mike Tiner – basgitarr
- Matt Kuykendall – trummor

Bidragande musiker
- Gunface (Mike McKenzie) – gitarr

Produktion
- Zack Ohren – producent, ljudtekniker, ljudmix, mastering
- Dennis Sibeijn – omslagskonst
- Carlos Saldana – foto